# Lophiostoma alpigenum
Lophiostoma alpigenum är en svampart som beskrevs av Fuckel 1870. Lophiostoma alpigenum ingår i släktet Lophiostoma och familjen Lophiostomataceae.   Inga underarter finns listade i Catalogue of Life.
I den svenska databasen Dyntaxa används istället namnet Massariosphaeria alpigena för samma taxon.  Arten är reproducerande i Sverige.